# Yoshiko Sakakibara
Yoshiko Sakakibara (榊原 良子, Sakakibara Yoshiko), née le 31 mai 1956 à Chiba, est une seiyū japonaise.

## Filmographie

### Anime
Années 1980
- 1981 Six God Combination Godmars – Flore
- 1981 Urusei Yatsura – Otama
- 1982 Space Cobra – Armaroid Lady
- 1983 Signé Cat's Eyes – Mitsuko Asatani
- 1984 God Mazinger – Aira
- 1984 Yoroshiku Mechadock – ???
- 1984 Mori no Tonto-tachi – ???
- 1985 Dancouga – Super Beast Machine God – Reimi
- 1985 Mobile Suit Zeta Gundam – Haman Karn, Mouar Pharaoh
- 1986 Maison Ikkoku – Ayako
- 1986 Mobile Suit Gundam ZZ – Haman Karn
- 1987 Kimagure Orange Road – Madoka's mother
- 1987 Mami The Esper – Mama
- 1988  City Hunter 2 – Tachiki Sayuri
- 1988 Go! Anpanman - Tekka no Makichan
- 1989 Eriko The Legendary Idol – Ryoko Asagiri
- 1989 Blue Blink – ???
- 1989 Konchū Monogatari: Minashigo Hutch – Mama
- 1989 Patlabor: The TV Series – Shinobu Nagumo

Années 1990
- 1990 Yoko Youkoso The Legendary Idol – Keiko Matsushima
- 1994 Blue Seed – Azusa Matsudaira
- 1995 Sailor Moon Super S - Queen Nehelenia
- 1995 Fushigi Yûgi - The Mysterious Play – Shouka
- 1996 Kodocha – Michelle
- 1996 Sailor Moon Sailor Stars – Queen Nehelenia
- 1996 You're Under Arrest – Kaoruko Kinoshita
- 1996 The Vision of Escaflowne – Varie
- 1997 Clamp School – Casablanca
- 1997 Don't Leave Me Alone, Daisy – La mère
- 1998 Princess Nine – Keiko Himuro
- 1998 Fancy Lala – Mamiko Shinohara

Années 2000
- 2001 Hellsing – Sir Integra
- 2002 Tenchi Muyo! GXP – Misaki Masaki Jurai
- 2003 Chrono Crusade – Kate Valentine
- 2004 Sgt. Frog – Oka Nishizawa
- 2004 Ghost in the Shell: Stand Alone Complex 2nd GIG – Yoko Kayabuki
- 2005 Moeyo Ken – Oryou
- 2005 Tide-Line Blue – Aoi
- 2009 Inuyasha: The Final Act – Mère de Sesshōmaru
- 2009 Kiddy GiRL-AND – Arnice

Années 2010
- 2010 Cobra The Animation – Armaroid Lady
- 2010 Highschool of the Dead - Yuriko Takagi
- 2011 Nichijou – Oil in episode 15
- 2012 From the New World - Tomiko Asahina
- 2012 Saint Seiya Omega - Medea
- 2012 Psycho-Pass - Joshu Kasei
- 2014 Akuma no Riddle - Yuri Meichi
- 2014 Bonjour♪Sweet Love Patisserie - Nadeshiko Minagawa
- 2015 Kantai Collection - Narrator, Hikōjō Ki, Chūkan Seiki
- 2015 Akatsuki no Yona - Gigan
- 2015 Go! Princess PreCure - Dyspear
- 2015 Gangsta. - Gina Paulklee
- 2016 The Great Passage - Kaoru Sasaki
- 2017 Grimoire of Zero - Sorena
- 2023 Jujutsu Kaisen - Narratrice

### OVA
Années 1980
- 1983 Dallos - Melinda Hurst
- 1985 Greed  - Mimau
- 1985 Area 88 - Yasuda
- 1985 Cream Lemon – Rio
- 1985  Vampire Hunter D  – Younger Snake Sister
- 1985 The Karuizawa Syndrome - Kaoru Matsunuma
- 1986 The Humanoid – Antoinette
- 1986 Megazone 23 Part II  – Reina
- 1987 Black Magic M-66 – Sybil
- 1987 Bubblegum Crisis – Sylia Stingray
- 1987 Devilman: The Birth – Sirene
- 1987 Kaze to Ki no Uta – SANCTUS – Rosemarine
- 1987 God Bless Dancouga - Remi Shikishima
- 1988 Mobile Police Patlabor – Shinobu Nagumo
- 1988 Mobile Suit SD Gundam – Haman Karn
- 1988 Aim for the Ace! 2 – Reika Ryuuzaki
- 1988 Legend of the Galactic Heroes – Frederica Greenhill
- 1988 Crying Freeman - Bugnug
- 1989 Aim for the Ace! Final Stage – Reika Ryuuzaki
- 1989 Crusher Joe – Tanya
- 1989 Cleopatra DC – Strange Woman

Années 1990
- 1990 Cyber City Oedo 808 – Sarah
- 1990 Guardian of Darkness – Sayoo(m)ko Matsura
- 1990 SD Gundam Gaiden – Sorceress Qubeley
- 1990 Patlabor The Mobile Police: The New Files – Shinobu Nagumo
- 1990  Record of Lodoss War – Karla
- 1990  CB Chara Nagai Go World – Sirene
- 1991  RG Veda - Karura-Ō
- 1991  Bubblegum Crash – Sylia Stingray
- 1991  Condition Green – Paula
- 1991  Super Deformed Double Feature – Sylia Stingray
- 1991  Moonlight's Earring – Takao Reseinji
- 1991  Ninja Gaiden – Sara
- 1993  Super Dimension Century Orguss 02 – Miran
- 1994  Tenchi Muyo! Ryo-Ohki – Misaki
- 1995  Golden Boy – Petite amie de Kogure
- 1996  Special Duty Combat Unit Shinesman – Kyoko Sakakibara
- 1996  Power DoLLS – Deborah Hughes
- 1996  Mobile Suit Gundam: The 08th MS Team – Topp
- 1996  Blue Seed Beyond - Azusa Matsudaira
- 1999  Sol Bianca the legacy – Feb Fall

Années 2000-2010
- 2001  Zone of the Enders: 2167 Idolo – Rachel Links
- 2003  Moeyo Ken – Oryo
- 2006  Hellsing Ultimate – Sir Integra Fairbrook Wingates Hellsing[1]
- 2008  Cobra the Animation: The Psychogun – Armaroid Lady
- 2009  Cobra the Space Pirate: Time Drive – Armaroid Lady
- 2011  Supernatural: The Animation - La mystérieuse femme

### Films
Années 1980
- 1982 Space Adventure Cobra – Armaroid Lady
- 1983 Urusei Yatsura: Only You – Elle
- 1984 Nausicaä of the Valley of the Wind – Lady Kushana
- 1987 Bats & Terry – Aya
- 1988 Maison Ikkoku: The Final Chapter - Kuroki
- 1988 Mami The Esper: Dancing Doll of the Starry Sky – Mama
- 1988 Mobile Suit Gundam: Char's Counterattack – Nanai Miguel
- 1989 Patlabor: The Movie – Shinobu Nagumo[2]

Années 1990
- 1990 Go! Anpanman: Baikinman no Gyakushuu – Tekka no Makichan
- 1993 Patlabor 2: The Movie – Shinobu Nagumo[2]
- 1999 You're Under Arrest: The Movie – Kaoruko Kinoshita
- 1998 Galaxy Express 999: Eternal Fantasy – Helmazaria
- 1999 Digimon Adventure – Yuuko Yagami

Années 2000-2010
- 2000 Blue Remains – Myazamik
- 2000 The Mini Pato – Haman Khan
- 2006 Ghost in the Shell: Stand Alone Complex: Solid State Society – Yoko Kayabuki
- 2008 Ghost in the Shell 2.0 – Le maître des poupées
- 2008 The Sky Crawlers – Towa Sasakura
- 2009 Psalms of Planets Eureka Seven: Pocket Full of Rainbows – Old Anemone
- 2015 Harmony – Oscar Shtaufenberg
- 2015 Psycho-Pass: The Movie – Joshu Kasei

### Jeux vidéo
- 1998 Sakura Wars 2: Thou Shalt Not Die – Carino Soletta[2]
- 2002 Space Channel 5: Part 2 – Pine[2]
- 2006 Final Fantasy XII – Jote[2]
- 2007 ASH: Archaic Sealed Heat – Aceshin XV[2]
- 2012 Zero Escape: Virtue's Last Reward – Vieille femme[2]
- 2017 Fire Emblem Echoes: Shadows of Valentia, Fire Emblem Heroes – Mila[2]

### Doublage

#### Prises de vues réelles
- The 100 – Dr Abigail "Abby" Griffin (Paige Turco)
- Alien – Joan Lambert (Veronica Cartwright)
- The Beach (2003 NTV edition) – Sal (Tilda Swinton)
- Captain Marvel – Supreme Intelligence and Dr. Wendy Lawson / Mar-Vell (Annette Bening)[3]
- Crackerjack – Katia 'K.C.' Koslovska (Nastassja Kinski)
- ER – Elizabeth Corday (Alex Kingston)
- The Final Countdown (1989 TBS edition) – Laurel Scott (Katharine Ross)
- Justice League – Hippolyte (Connie Nielsen)[4]
- Learning to Drive – Wendy Shields (Patricia Clarkson)
- Love Affair – Terry McKay (Annette Bening)
- The Maze Runner – Ava Paige (Patricia Clarkson)
- Maze Runner: The Death Cure – Ava Paige (Patricia Clarkson)
- Maze Runner: The Scorch Trials – Ava Paige (Patricia Clarkson)
- Police Story – Selina Fong (Brigitte Lin)[5]
- To Kill with Intrigue – Chen Chun[6]
- Twin Peaks – Shelly Johnson (Mädchen Amick)
- Ultraman: Towards the Future – Jean Echo (Gia Carides)
- Wonder Woman – Hippolyta (Connie Nielsen)[7]
- Zombi 2 – Susan Barret (Auretta Gay)

#### Films d'animations
- Captain Planet and the Planeteers – Dr Blight
- Legend of the Guardians: The Owls of Ga'Hoole – Nyra